# Karina Bacchi
Karina Bacchi (São Manuel, 8 de outubro de 1976) é uma apresentadora, atriz e ex-modelo brasileira. Após iniciar a carreira como modelo em 1994, estreou na televisão em 2000 na telenovela Vidas Cruzadas. Na sequência estrelou Pícara Sonhadora, O Quinto dos Infernos e Agora É que São Elas, esta última que lhe rendeu uma indicação ao prêmio de melhor atriz pelo Prêmio Contigo! de TV. Em 2004 ganhou destaque ao interpretar a personagem Tina, em Da Cor do Pecado. Contratada pela Rede Record esteve no elenco das produções Cidadão Brasileiro, Caminhos do Coração e o seriado Louca Família, seu último trabalho como atriz.
A partir deste ponto de sua carreira passou a se dedicar como apresentadora, comandando os programas Pop Up e O Melhor Verão da Minha Vida, na Mix TV, e Menino de Ouro, no SBT, além de ser repórter no Domingo Espetacular. Karina também participou de diversos reality shows, incluindo as competições Dança dos Famosos e A Fazenda nas quais ela venceu, além Simple Life - Mudando de Vida, estrelado por ela e Ticiane Pinheiro.
Atualmente, apresenta o programa Positivamente Podcast na internet. Após tornar-se evangélica em 2020, Bacchi agora dedica sua carreira a conteúdos voltados ao público cristão.

## Biografia e Carreira
Descendente de italianos, espanhóis e afro-brasileiros, Bacchi começou sua carreira como modelo aos quatro anos de idade. Aos quatorze anos mudou-se com sua família de sua cidade natal, São Manuel, no interior paulista, para viver em São Paulo, em busca de melhores oportunidades profissionais. Projetou-se primeiramente como modelo fotográfica, e posteriormente como modelo de passarela, também participando de campanhas publicitárias em revistas e em desfiles televisionados. Ilustrou capas de revistas como Playboy, Galileu, Boa Forma, Nova, Vip, entre outras e fez também ensaios para sites, como o Paparazzo e o The Girl. Além dos trabalhos como modelo, que lhe deixaram famosa, Karina fez cursos profissionalizantes de teatro e dança.
Tornou-se vegetariana em 1993, informando que a saúde do seu intestino, pele e cabelo melhorou bastante após parar de consumir carne vermelha.

## Vida Pessoal
Em 2001 casou-se com seu noivo, o publicitário Sérgio Amon, homem quinze anos mais velho, divorciado, pai de dois filhos, e que não desejava ser pai novamente, o que gerava atritos no casamento, mas para preservar a relação, Karina revelava em entrevistas que não desejava ser
mãe, o que posteriormente revelou ser mentira, pois sempre foi seu maior desejo.
Em 2011 decidiu congelar seus óvulos, para futuramente utilizá-los, pois ainda desejava ter um filho. Em 2016 viu seu desejo ameaçado, quando descobriu possuir hidrossalpinge, tendo que realizar uma cirurgia para retirar suas trompas, o que a impossibilitaria de ter um filho naturalmente. Esta notícia a deixou muito abalada, revelando em entrevistas que precisou de muita coragem para tomar a decisão de separar-se. Nesse mesmo ano o casal divorciou-se, pois Karina não estava mais de acordo em abdicar do seu desejo de ser mãe em prol da vontade de seu ex-marido em não querer ser pai.
Após quase um ano em um tratamento de terapia hormonal para preparar seu corpo para a fertilização in vitro, conseguiu engravidar na primeira tentativa de fertilização. A artista também levou quase um ano para escolher o doador do material genético, optando por um banco de sêmen norte-americano. Karina viu as fotos de infância do doador, ouviu a voz dele, e optou em escolher um doador com um biotipo parecido com o seu.
No dia 8 de agosto de 2017 nasceu o seu primeiro filho, Enrico, que veio ao mundo através de uma cesariana, em Miami, Flórida, nos Estados Unidos, fruto de uma produção independente. A mãe de Karina ficou ao seu lado na sala de parto.
Através de amigos em comum nos Estados Unidos, Karina conheceu o ex-jogador de futebol Amaury Nunes, mas ela estava fazendo tratamento de fertilização e não pensava em se relacionar amorosamente, como Amaury gostaria. Ambos ficaram em uma amizade online, e após vinte dias do nascimento de Enrico, Karina decidiu conhecê-lo pessoalmente, quando ele veio do Brasil para visitá-la em Miami, e então decidiu dar uma chance para ele. Posteriormente ela voltou com ele para São Paulo, onde foram conhecer a família um do outro. O casal, então, decidiu morar juntos.
No início de novembro de 2018, Karina e Amaury oficializaram a união em uma cerimônia civil na Capital Paulista. No dia 29 do mesmo mês realizaram a cerimônia religiosa do casamento em uma praia, na cidade de Barra de São Miguel, em Alagoas. Enrico, o filho de Karina, entrou com as alianças.
Em dezembro de 2019 o casal entrou na justiça para modificar a certidão de nascimento de Enrico, onde Amaury Nunes o registou como seu filho legítimo, revelando em entrevistas que no coração o menino sempre foi seu filho.
Em entrevistas revelou ter feito mais de cinco tentativas de inseminação artificial, sem sucesso, para conseguir ter mais um filho, e que ainda não desistiu de dar um irmão para Enrico.

## Carreira

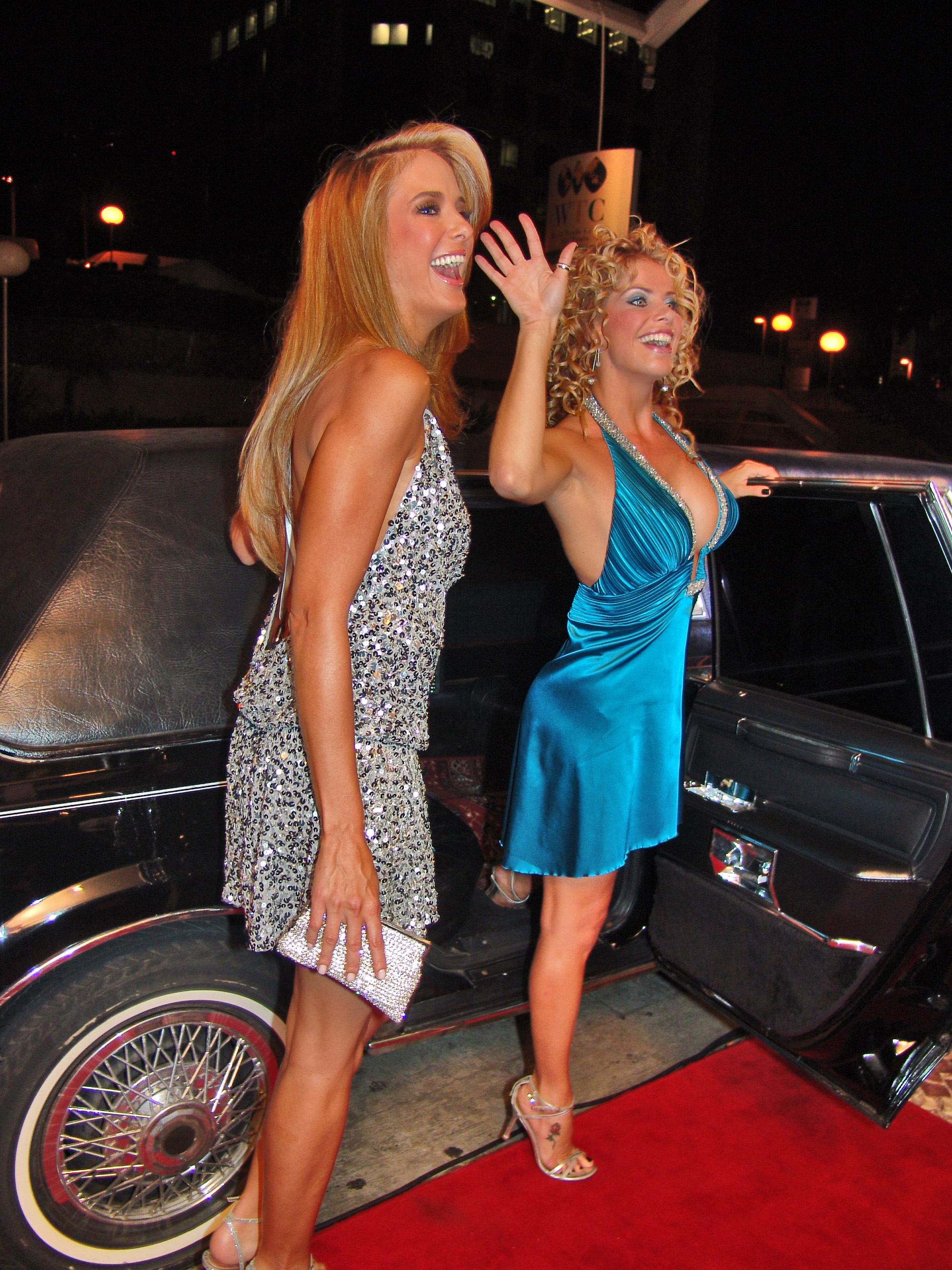
Ticiane Pinheiro e Karina em 2007.

Em 2000, foi convidada para fazer a novela Vidas Cruzadas na Rede Record. Em 2001, fez uma participação especial na novela O Clone na Rede Globo. Também participou da novela Pícara Sonhadora, do SBT. Em 2002, teve uma nova participação especial na minissérie O Quinto dos Infernos. Em 2003, fez a novela Agora É que São Elas.
Karina participou também do quadro Dança dos Famosos do programa Domingão do Faustão na Rede Globo, e foi a vencedora da competição. Fez ainda participações especiais em outros programas da emissora, como Sandy e Júnior, A Turma do Didi e A Grande Família. Em 2004, fez Tina na novela Da Cor do Pecado, também na Rede Globo. Voltaria para a Rede Record em 2006, na novela Cidadão Brasileiro. Ela e Ticiane Pinheiro participaram do reality show Simple Life - Mudando de Vida. Também participou da novela Caminhos do Coração.
Em 2009, terminou de gravar o filme Um Lobisomem na Amazônia. Karina foi a vencedora da segunda temporada do reality show A Fazenda, exibido na Rede Record, ao derrotar o ator André Segatti na final, em 2009. Ela recebeu um milhão de reais como premiação, tendo doado todo dinheiro a uma instituição de caridade. Karina, tendo feito a doação de todo o prêmio, declarou “Eu dou valor a coisas mais simples do que a fama”. Em 2012, Karina fecha contrato com a Mix TV para apresentar Pop Up, um programa sobre a vida das celebridades. Em 2013 ela assinou contrato com o SBT para apresentar o programa Menino de Ouro, franquia do britânico Football's Next Star. Menino de Ouro foi lançado em 24 de março de 2013.

## Outros empreendimentos
Karina também escreveu dois livros, sendo o primeiro Feliska, em 2004, dedicado ao público infantil e que lhe garantiu em 2005 o Premio Quality Cultural em 2005, cuja arrecadação foi convertida para a ONG Florescer. O segundo intitulado Código K, uma biografia. Em 2013 lançou uma linha de roupas e acessórios para animais de estimação, intitulada Joy Art by Karina Bacchi. Em 2014 criou um website intitulado Karina Bacchi Blog, onde publica reportagens de qualidade de vida e fitness, além de ter criado um canal de mesmo título onde apresenta um programa de mesmo título.

## Filantropia
Desde 1990 presta serviços para a ONG Florescer, que é presidida pela sua mãe.

## Filmografia

### Televisão
| Ano     | Título                       | Personagem                | Nota                                     |
| ------- | ---------------------------- | ------------------------- | ---------------------------------------- |
| 2000    | Vidas Cruzadas               | Renata Vilela             |                                          |
| 2001    | Pícara Sonhadora             | Mônica de Azevedo         |                                          |
| 2002    | O Clone                      | Muna                      | Episódio: "3 de janeiro"                 |
| 2002    | O Quinto dos Infernos        | Letícia                   | Episódio: "23 de fevereiro"              |
| 2002    | Marisol                      | Sabrina Montemar          |                                          |
| 2003    | Agora É que São Elas         | Pâmela de Albuquerque     |                                          |
| 2004    | Da Cor do Pecado             | Tina Fuchs                |                                          |
| 2005    | A Grande Família             | Paty                      | Episódios: "Seu Popozão Vale Um Milhão"  |
| 2005    | Subindo a Serra              | Participante              |                                          |
| 2005    | Dança dos Famosos            | Participante              | Temporada 1                              |
| 2006    | Cidadão Brasileiro           | Bruna Mantovani           |                                          |
| 2007    | Caminhos do Coração          | Glória                    | Episódios: "28 de agosto–29 de setembro" |
| 2007    | Simple Life: Mudando de Vida | Participante              |                                          |
| 2008    | Domingo Espetacular          | Repórter                  |                                          |
| 2009    | A Fazenda                    | Participante              | Temporada 2                              |
| 2009–10 | Louca Família                | Suzana Moraes Kühn (Suzy) |                                          |
| 2009–10 | Louca Família                | Morgana Diaz              |                                          |
| 2012    | Pop Up Mix                   | Apresentadora             |                                          |
| 2013    | O Melhor Verão Mix           | Apresentadora             |                                          |
| 2013–14 | Menino de Ouro               | Repórter                  |                                          |
| 2015    | Além do Peso                 | Apresentadora             |                                          |
| 2018    | Duelo de Salões              | Apresentadora             |                                          |
| 2019    | Melhor Pra Elas              | Apresentadora             |                                          |
| 2022    | Bake Off Celebridades        | Participante              | Temporada 2                              |

### Internet
| Ano           | Título                | Personagem    |
| ------------- | --------------------- | ------------- |
| 2014–presente | Canal Karina Bacchi   | Apresentadora |
| 2021–presente | Positivamente Podcast | Apresentadora |

### Filmes
| Ano  | Título                   | Personagem |
| ---- | ------------------------ | ---------- |
| 2009 | A Mulher Invisível       | Carla      |
| 2013 | Um Lobisomem na Amazônia | Samantha   |

## Teatro
| Ano  | Título                 |
| ---- | ---------------------- |
| 2005 | Minha Vida de Solteiro |
| 2006 | Aluga-se um Namorado   |
| 2007 | Nunca Se Sábado...     |

## Prêmios e indicações
| Ano  | Prêmio                     | Categoria             | Indicação                | Resultado | Ref.   |
| ---- | -------------------------- | --------------------- | ------------------------ | --------- | ------ |
| 2004 | Prêmio Contigo! de TV      | Melhor Atriz          | por Agora É que São Elas | Indicado  | [ 29 ] |
| 2005 | Prêmio Quality of Business | Melhor Livro Infantil | por Feliska              | Venceu    | [ 30 ] |